# Abanga-Bigné
Abanga-Bignè è un dipartimento della provincia di Moyen-Ogooué, in Gabon, che ha come capoluogo Ndjole.